# Divisione di Munger
Munger è una divisione dello stato federato indiano di Bihar, e ha come capoluogo Munger.
La divisione di Munger comprende i distretti di Munger, Begusarai, Jamui, Khagaria, Lakhisarai, Sheikhpura.